# Alexis Bonnet
Pour les articles homonymes, voir Bonnet.
Alexis Bonnet, né le 2 juillet 1966 à Marseille, est un mathématicien et financier français.

## Biographie
En 1983 et 1984, il remporte une médaille d'argent aux Olympiades internationales de mathématiques. Il est alors élève du lycée Thiers (TC1 en 1982-1983, Maths sup 3 en 1983-1984).
Il étudie à l'École polytechnique où il est le major de sa promotion (X1985) et à l'École des mines de Paris. En 1992, il reçoit son doctorat à l'université Pierre-et-Marie-Curie, sous la direction de Henri Berestycki.
En 1996, il reçoit le prix de la Société mathématique européenne pour ses travaux sur les équations aux dérivées partielles.
Il rejoint ensuite la banque d'investissement Goldman Sachs. Il est l'un des fondateurs, en 2005, de la société de gestion Methodology Asset Management, dont il est actuellement le codirecteur.